# NEXUS (Satellit)
NEXUS, NExt generation X Unique Satellite, auch Fuji-OSCAR 99 und FO-99, war ein japanischer 1U CubeSat, der gemeinsam von der Nihon-Universität und der japanischen AMSAT-Organisation, der JAMSAT entwickelt wurde. Das lateinische Wort NEXUS hat Bedeutungen wie Bindung und Verbindung und soll auch für die Zusammenarbeit von Nihon-Universität und JAMSAT stehen. Nach dem erfolgreichen Start und dem Empfang erster Telemetrie wurde durch die AMSAT-NA die OSCAR-Nummer 99 vergeben, sodass der Satellit auch die Bezeichnung „Fuji-OSCAR 99“ trägt.

## Aufbau
NEXUS dient der Erprobung von Kommunikationstechnologien für den Amateurfunk unter Weltraumbedingungen und trägt
- einen QPSK-Sender mit zusätzlichem Phasensprung von π/4,
- einen FSK-Sender,
- einen V/U-Lineartransponder und
- ein Kamerasystem.

## Mission
NEXUS wurde am 18. Januar 2019 mit einer Epsilon-Trägerrakete vom Uchinoura Space Center in Japan, zusammen mit RAPIS 1, ALE 1, Hodoyoshi 2, MicroDragon, AOBA-VELOX 4 und OrigamiSat-1 gestartet. Nach dem Start wurden erste Telemetriesignale auf der ganzen Welt empfangen und am 26. Januar konnte der Transponder erfolgreich getestet werden.
Am 9. November 2023 trat NEXUS nach fast fünf Jahren in der Umlaufbahn wieder in die Erdatmosphäre ein und verglühte.

## Frequenzen
Die Frequenzen für den Satelliten mit dem Rufzeichen JS1WAV wurden von der International Amateur Radio Union koordiniert:
- 145,900–145,930 MHz Uplink SSB/CW
- 435,910–435,880 MHz Downlink SSB/CW
- 435,900 MHz 9k6 FSK und π/4-QPSK
- 437,075 MHz CW-Bake